# Orbelh
Orbeil és un municipi francès situat al departament del Puèi Domat i a la regió d'Alvèrnia-Roine-Alps. L'any 2007 tenia 770 habitants.

## Demografia

### Població
El 2007 la població de fet d'Orbeil era de 770 persones. Hi havia 318 famílies de les quals 76 eren unipersonals (20 homes vivint sols i 56 dones vivint soles), 113 parelles sense fills, 113 parelles amb fills i 16 famílies monoparentals amb fills.
La població ha evolucionat segons el següent gràfic:
Habitants censats

### Habitatges
El 2007 hi havia 359 habitatges, 314 eren l'habitatge principal de la família, 19 eren segones residències i 25 estaven desocupats. 346 eren cases i 11 eren apartaments. Dels 314 habitatges principals, 271 estaven ocupats pels seus propietaris, 32 estaven llogats i ocupats pels llogaters i 11 estaven cedits a títol gratuït; 5 tenien dues cambres, 33 en tenien tres, 98 en tenien quatre i 178 en tenien cinc o més. 259 habitatges disposaven pel capbaix d'una plaça de pàrquing. A 102 habitatges hi havia un automòbil i a 186 n'hi havia dos o més.

### Piràmide de població
La piràmide de població per edats i sexe el 2009 era:
| Homes | Edats   | Dones |
| ----- | ------- | ----- |
| 0     | 95 o +  | 0     |
| 0     | 90 a 94 | 3     |
| 4     | 85 a 89 | 8     |
| 5     | 80 a 84 | 8     |
| 11    | 75 a 79 | 8     |
| 10    | 70 a 74 | 15    |
| 24    | 65 a 69 | 22    |
| 20    | 60 a 64 | 23    |
| 20    | 55 a 59 | 23    |
| 28    | 50 a 54 | 27    |
| 29    | 45 a 49 | 28    |
| 28    | 40 a 44 | 23    |
| 29    | 35 a 39 | 28    |
| 25    | 30 a 34 | 29    |
| 16    | 25 a 29 | 18    |
| 14    | 20 a 24 | 9     |
| 15    | 15 a 19 | 18    |
| 25    | 10 a 14 | 26    |
| 23    | 5 a 9   | 23    |
| 14    | 0 a 4   | 22    |

## Economia
El 2007 la població en edat de treballar era de 498 persones, 363 eren actives i 135 eren inactives. De les 363 persones actives 341 estaven ocupades (181 homes i 160 dones) i 22 estaven aturades (10 homes i 12 dones). De les 135 persones inactives 54 estaven jubilades, 45 estaven estudiant i 36 estaven classificades com a «altres inactius».

### Ingressos
El 2009 a Orbeil hi havia 327 unitats fiscals que integraven 826,5 persones, la mediana anual d'ingressos fiscals per persona era de 19.696 €.

### Activitats econòmiques
Dels 15 establiments que hi havia el 2007, 1 era d'una empresa extractiva, 1 d'una empresa de fabricació d'altres productes industrials, 1 d'una empresa de construcció, 1 d'una empresa de comerç i reparació d'automòbils, 1 d'una empresa de transport, 2 d'empreses d'hostatgeria i restauració, 5 d'empreses de serveis, 2 d'entitats de l'administració pública i 1 d'una empresa classificada com a «altres activitats de serveis».
Dels 2 establiments de servei als particulars que hi havia el 2009, 1 era un paleta i 1 restaurant.
L'any 2000 a Orbeil hi havia 14 explotacions agrícoles que ocupaven un total de 350 hectàrees.

## Equipaments sanitaris i escolars
El 2009 hi havia una escola elemental.

## Poblacions més properes
El següent diagrama mostra les poblacions més properes.